# موشق ایشخان
موشق سراپیونی جنترجیان (ارمنی: Մուշեղ Սրապիոնի Ճենտերեճյան)، متخلص به موشق ایشخان (ارمنی: Մուշեղ Իշխան; زاده ۱۹۱۴ سیوری‌حصار - درگذشته ۱۲ ژوئن ۱۹۹۰ بیروت) یک شاعر، داستان‌نویس و نمایشنامه‌نویس ارمنی بود.

## زندگی‌نامه
ایشخان در سن ۲ سالگی در طی نسل‌کشی ارمنی‌ها یتیم شد و در بیروت، لبنان بزرگ شد. در شهر دمشق و در کشور قبرس به تحصیل پرداخت و سپس از مدرسه عالی ارمنی‌های شهر بیروت در سال ۱۹۳۵ میلادی فارغ‌التحصیل شد. از سال ۱۹۳۸ در دانشگاه بروکسل مشغول به تحصیل شد اما به علت جنگ جهانی دوم ناتمام ماند و در سال ۱۹۴۰ به بیروت بازگشت. اولین کتاب شعر خویش را در سال ۱۹۳۶ به چاپ رسانید. او علاوه به آثار شناخته شعری خویش، نمایش‌نامه‌ها، رمان‌ها و مجموعه‌ای از کتاب‌های درسی را به زبان ارمنی تألیف نموده‌است. موزه‌ای با نام «موشق ایشخان» در «مدرسه شماره ۵ ایروان» بازگشایی شده‌است.

## آثار
- «آوازخانه‌ها» ۱۹۳۷ میلادی
- «آتش» ۱۹۳۸ میلادی
- «ارمنستان» ۱۹۴۶ میلادی
- «زندگی و رؤیا» ۱۹۴۸ میلادی
- «درود بر تو زندگی» ۱۹۵۸ میلادی
- «پائیز طلائی» ۱۹۶۳ میلادی
- «رنج» ۱۹۶۸ میلادی
- «بدرود ای کودکی» ۱۹۷۴ میلادی

## شعر وقتی به تو می‌اندیشم
| وقتی به تو می‌اندیشم، زندگانی روزمره پُر غوغای از نا فتاده‌ام                    |  | ناگهان باغ پُر گلی از عشق می‌شود و بهشت که منش به درون می‌روم حیرتناک و هراسنده    |
| وقتی به تو می‌اندیشم، تمامت خورشید به جانم فرو می‌ریزد                          |  | و چون بیماری بازآمده از دروازه‌های مرگ بدین زندگانی تازه، چو دیوانگان درمی‌آویزم  |
| وقتی به تو می‌اندیشم، در اطرافم قطعه‌های آوازه کهنه‌ای به گردش می‌آیند            |  | و بوسه‌های شیرین عاشقانه مواج می‌شوند و من در عطرهای بهاری مدهوش می‌شوم            |
| وقتی به تو می‌اندیشم، احساس می‌کنم در جائی اینک درختانی هستند شکوفه بار         |  | آبشاران خنک بی وقفه و مدام فرو می‌بارند و فراز کوهساران، کوره راه‌های تنگ، می‌خزند |
| وقتی به تو می‌اندیشم، وقتی که فکر می‌کنم تو را دارم و با تو اینهمه خوشبختیی غنی |  | اینهمه سرشاری و عشق لرزان به گریه می‌افتم و دعا می‌گویم                           |
| وقتی به تو می‌اندیشم، دل من می‌خواهد که زندگی ام را چون جامی                    |  | لبالب کنم از شراب ناب تابناک ایثار و در آستان قدم‌های نورانی رؤیایت فرو پاشم     |